# 2 x 2 = 4
2 x 2 = 4 (tytuł alternatywny: Dwa razy dwa równa się cztery) – szkoleniowo-propagandowy film zrealizowany w 1945 roku w reżyserii Antoniego Bohdziewicza. Był debiutem filmowym aktorów Ireny Kwiatkowskiej i Andrzeja Szczepkowskiego. Nigdy nie wszedł na ekrany kinowe.

## Fabuła i odbiór
Film Wytwórni Filmowej Wojska Polskiego krytykuje biurokrację, handlarzy i osoby nie popierające nowego porządku, który nastał po II wojnie światowej. Początkowo został pozytywnie przyjęty przez krytykę, jednak wkrótce wzbudził kontrowersje, w wyniku których nie dopuszczono go do rozpowszechniania. Według Tadeusza Lubelskiego film, który miał być aktem poddaństwa byłego członka Armii Krajowej wobec nowej władzy, odsłonił mimowolnie mankamenty wprowadzania komunistycznego porządku, stał się serią skeczy ośmieszających Polskę – kraj zdemoralizowany w wyniku wojny, pełen łapówkarstwa, szabrownictwa i biurokracji. Uczciwa praca ukazana została jako niemalże aberracja.
Kierownictwo "Filmu Polskiego" uznało ostatecznie film za dwuznaczny politycznie, a jego nakręcenie za błąd wynikły z nazbyt liberalnych koncepcji programowych przedsiębiorstwa. Sam reżyser zyskał status osoby o podejrzanej postawie ideologicznej, potencjalnie zagrażającego interesom dystrybutora. Bronił go Mieczysław Choynowski, pisząc: realizacja filmów propagandowych, jak o tym świadczy praktyka radziecka, jest rzeczą bardzo trudną i najwięksi reżyserzy (Pudowkin, Eisensten) mają tu na swoim koncie porażki, które ich wszakże nie kompromitują, ani artystycznie, ani ideologicznie.

## Obsada
- Irena Kwiatkowska jako paniusia przed lustrem
- Maria Albrecht-Albinowska jako opryskliwa sekretarka
- Stanisław Zaczyk jako młody przeciwnik ustroju
- Aleksander Gąssowski
- Andrzej Szczepkowski